# Cryogonus gibbiertex
Cryogonus gibbiertex är en tvåvingeart som först beskrevs av Günther Enderlein 1922.  Cryogonus gibbiertex ingår i släktet Cryogonus och familjen skridflugor. Inga underarter finns listade i Catalogue of Life.